# Clarkson Cup

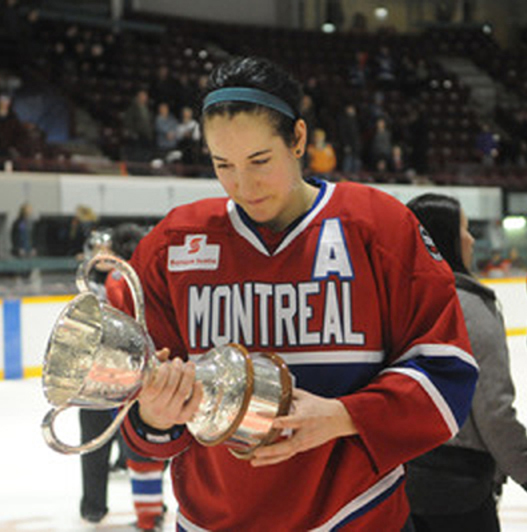
Caroline Ouellette mit dem Clarkson Cup (März 2011)

Der Clarkson Cup ist eine Eishockeytropäe, die zwischen 2009 und 2019 jährlich an die beste kanadische (nordamerikanische) Fraueneishockeymannschaft durch Hockey Canada verliehen wurde. Der Clarkson Cup wird als weibliches Pendant zum Stanley Cup angesehen. Zwischen 2011 und 2019 war der Clarkson Cup die Meisterschaftstrophäe der Canadian Women’s Hockey League, die 2019 aufgelöst wurde.

## Geschichte

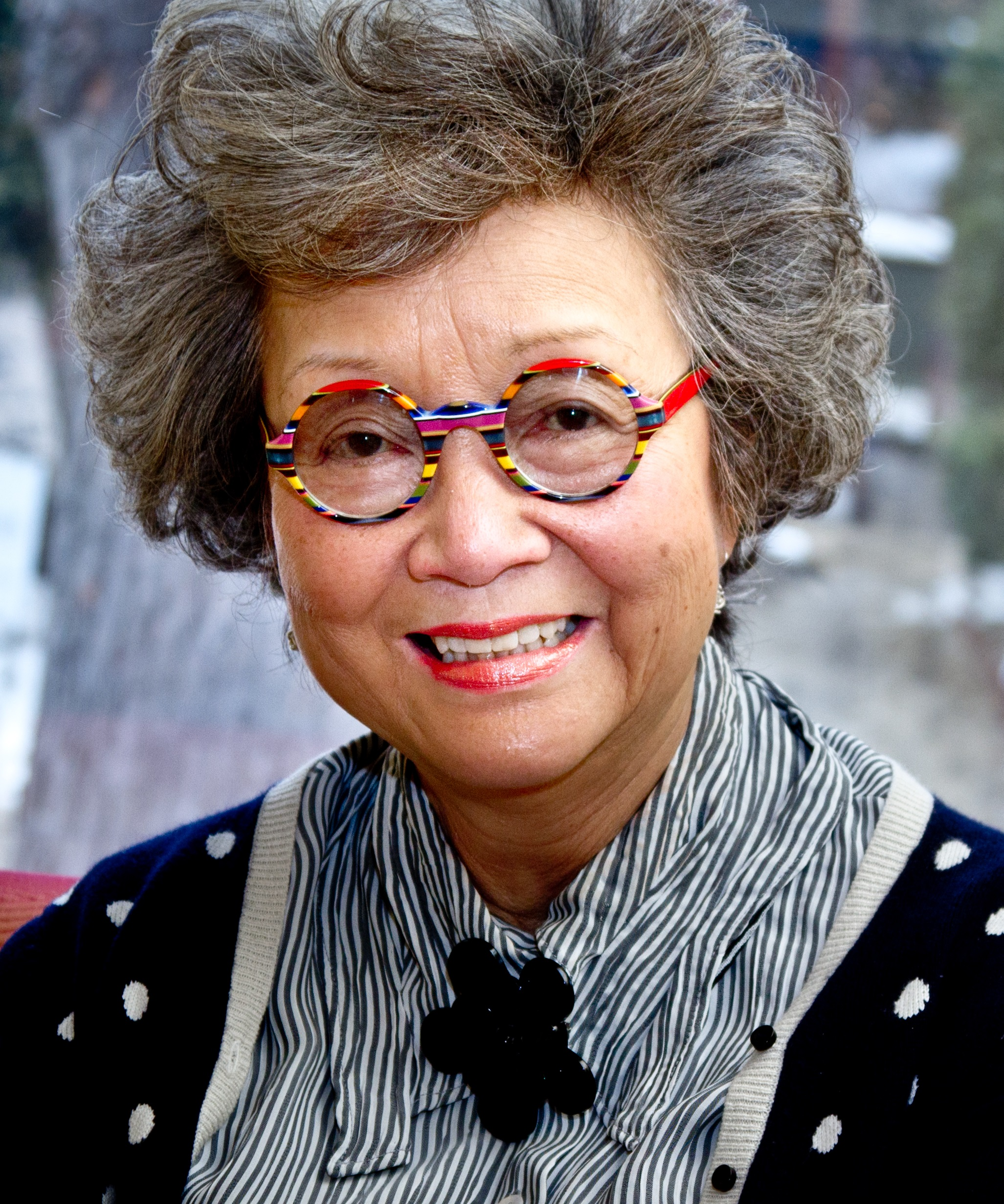
Adrienne Clarkson, Stifterin des Pokals

Gestiftet wurde der Pokal 2005 von der damaligen kanadischen Generalgouverneurin, Adrienne Clarkson, in Anlehnung an den Stanley Cup und dessen Stiftung durch Frederick Stanley, 16. Earl of Derby.
Im Jahr 2006 wurde der Pokal an den Verband Hockey Canada übergeben, der damit zunächst die kanadische Eishockeynationalmannschaft der Frauen für ihren Olympiasieg auszeichnete. Zwischen 2006 und 2008 wurde der Pokal aufgrund von Rechtsstreitigkeiten zwischen den Inuit-Künstlern, Adrienne Clarkson und Hockey Canada nicht vergeben.
Mit Beginn der Spielzeit 2008/09 wurde der Pokal nach Beilegung der Streitigkeiten in einem Finalturnier ausgespielt. Dafür qualifizierten sich bis 2011 die jeweils besten Mannschaften der Canadian Women’s Hockey League und der Western Women’s Hockey League. Der erste sportlich ausgespielte Gewinner der Trophäe waren die Stars de Montréal, die am 21. März 2009 die Minnesota Whitecaps mit 3:1 besiegten. Adrienne Clarkson selbst übergab die Trophäe der siegreichen Mannschaft.
Ab der Saison 2011/12 war der Clarkson Cup nach der Einstellung des Spielbetriebs in der Western Women’s Hockey League die exklusive Meisterschaftstrophäe der Canadian Women’s Hockey League. Diese stellte 2019 den Spielbetrieb ein, seither wird die Trophäe nicht mehr vergeben.

## Design
Die Trophäe selbst besteht aus einem Silberpokal, auf dessen Schale das Wappen von Adrienne Clarkson graviert ist. In den Sockel sind Eishockeymasken und in die Basis Blumen jeder kanadischen Provinz  eingraviert.  Der Pokal ist 35 cm hoch und hat einen Durchmesser von 16 cm.
Der Pokal wurde am Nunavut Arctic College in Iqaluit gestaltet.

## Liste der Gewinner
Das Finalturnier wird an einem vorher festgelegten, neutralen Ort ausgespielt.
| Jahr      | Ort                                             | Gewinner                                                         | Verlierer                                                        | Ergebnis                                                         |                                                 |
| --------- | ----------------------------------------------- | ---------------------------------------------------------------- | ---------------------------------------------------------------- | ---------------------------------------------------------------- | ----------------------------------------------- |
| 2006      | Westin Harbour Castle Hotel, Toronto            | Vergabe an die kanadische Eishockeynationalmannschaft der Frauen | Vergabe an die kanadische Eishockeynationalmannschaft der Frauen | Vergabe an die kanadische Eishockeynationalmannschaft der Frauen |                                                 |
| 2007–2008 | keine Vergabe aufgrund von Rechtsstreitigkeiten | keine Vergabe aufgrund von Rechtsstreitigkeiten                  | keine Vergabe aufgrund von Rechtsstreitigkeiten                  | keine Vergabe aufgrund von Rechtsstreitigkeiten                  | keine Vergabe aufgrund von Rechtsstreitigkeiten |
| 2009      | K-Rock Centre, Kingston                         | Stars de Montréal                                                | Minnesota Whitecaps                                              | 3:1                                                              |                                                 |
| 2010      | Elgin Barrow Arena, Richmond Hill               | Minnesota Whitecaps                                              | Brampton Canadettes-Thunder                                      | 4:0                                                              |                                                 |
| 2011      | Barrie Molson Centre, Barrie                    | Stars de Montréal                                                | Toronto Aeros                                                    | 5:0                                                              |                                                 |
| 2012      | Gale Centre, Niagara Falls                      | Stars de Montréal                                                | Brampton Thunder                                                 | 4:2                                                              |                                                 |
| 2013      | Markham Centennial Centre, Markham              | Boston Blades                                                    | Stars de Montréal                                                | 5:2                                                              |                                                 |
| 2014      | Markham Centennial Centre, Markham              | Toronto Furies                                                   | Boston Blades                                                    | 1:0 n. V.                                                        |                                                 |
| 2015      | Markham Centennial Centre, Markham              | Boston Blades                                                    | Stars de Montréal                                                | 3:2 n. V.                                                        |                                                 |
| 2016      | Canadian Tire Centre, Ottawa                    | Calgary Inferno                                                  | Les Canadiennes de Montréal                                      | 8:3                                                              |                                                 |
| 2017      | Canadian Tire Centre, Ottawa                    | Les Canadiennes de Montréal                                      | Calgary Inferno                                                  | 3:1                                                              |                                                 |
| 2018      | Ricoh Coliseum, Toronto                         | Markham Thunder                                                  | Kunlun Red Star                                                  | 2:1 n. V.                                                        |                                                 |
| 2019      | Coca-Cola Coliseum, Toronto                     | Calgary Inferno                                                  | Les Canadiennes de Montréal                                      | 5:2                                                              |                                                 |